# Xavier Margairaz
Xavier Margairaz (* 7. Januar 1984 in Rances) ist ein Schweizer ehemaliger Fussballspieler. Er ist der jüngere Bruder von Sacha Margairaz und der ältere Bruder von Alan Margairaz, beide ebenfalls Fussballer.

## Karriere

### Vereine
Über die Vereine Yverdon-Sport FC, FC Lausanne-Sport und Neuchâtel Xamax gelangte er in der Winterpause 2004/05 zum FC Zürich, mit dem er 2006 und 2007 Schweizer Meister wurde.
Zur Saison 2007/08 wechselte er ablösefrei zum spanischen Erstligisten CA Osasuna. Dort erhielt er einen Dreijahresvertrag. Am 27. Februar 2008 erlitt er einen Riss des Kreuz- sowie des Innenbandes und einen Meniskusschaden und fehlte daher mehrere Monate.
In der Winterpause 2008/09 wechselte Margairaz auf Leihbasis zurück zum FC Zürich, um bei diesem wieder mehr Spielpraxis zu erhalten. In der zweiten Phase der Saison 2008/09 erzielte er in 13 Spielen zwei Tore und zwei Vorlagen und hatte grossen Anteil am Gewinn der Meisterschaft. Am Ende der Leihzeit, im Juni 2009, wurde Margairaz definitiv vom FC Zürich übernommen und erhielt einen Vertrag bis zum 30. Juni 2012.
In der Saison 2012/13 spielte Margairaz für den FC Sion. Dort hatte er aber nach einem Disput mit dem Präsidenten nach einem Jahr trotz laufendem Vertrag keine Zukunft mehr. Ein halbes Jahr lang blieb er vereinslos und hielt sich bei einer anderen Mannschaft fit.
Am 30. Januar 2014 verkündete der Traditionsverein Servette FC die Verpflichtung des Ex-Internationalen. Er erhielt bei Servette einen Vertrag bis Ende Jahr mit Option. Die Option wurde am Ende der Saison jedoch nicht gezogen.
Von Sommer 2015 bis zum Karriereende zwei Spielzeiten später war er beim FC Lausanne-Sport unter Vertrag, mit dem er nach einem Jahr in die Super League aufstieg.

### Nationalmannschaft
Nach dem 4. Juni 2005 war Margairaz rund fünf Jahre lang auch Nationalspieler. Er nahm mit der Schweiz an der WM 2006 teil, bei der er zwei Mal zum Einsatz kam. Insgesamt bestritt er 18 Länderspiele und schoss ein Tor. An der EM 2008 im eigenen Land konnte er verletzungsbedingt nicht teilnehmen.

## Titel und Erfolge
- Swisscom Cup 2005
- Schweizer Meister 2006, 2007 und 2009